# El Mirador, Yecuatla
El Mirador är en ort i Mexiko.   Den ligger i kommunen Yecuatla och delstaten Veracruz, i den sydöstra delen av landet, 250 km öster om huvudstaden Mexico City. El Mirador ligger 590 meter över havet och antalet invånare är 287.
Terrängen runt El Mirador är kuperad norrut, men söderut är den bergig. Runt El Mirador är det ganska tätbefolkat, med 166 invånare per kvadratkilometer. Närmaste större samhälle är Misantla, 9,0 km nordväst om El Mirador. Omgivningarna runt El Mirador är en mosaik av jordbruksmark och naturlig växtlighet.